# Mémoire eidétique
Ne doit pas être confondu avec Hypermnésie.
La mémoire eidétique (/εj.de.tik/), mémoire photographique, ou mémoire absolue, est la faculté de se souvenir d'une grande quantité d'images, de sons, d'odeurs ou d'objets dans leurs moindres détails. Le mot « eidétique » vient du grec ancien : εἶδος / eîdos, « image », qui lui-même provient du verbe εἴδομαι / eîdomai, « apparaître ».

## Apparition du terme
En 1924, Gordon W. Allport parle d'imagerie éidétique pour qualifier la capacité de jeunes enfants à décrire des détails d'une image qui leur a été présentée pendant 25 secondes. Il rapporte des travaux allemands réalisés par E.R. Jaensch à l'université de Marbourg.
Il note qu'une majorité des enfants possède la capacité de se rappeler un grand nombre de détails d'une image, bien supérieur en tout cas à ce qu'un adulte est capable de faire. Allport précise que cette capacité de mémoire se distingue très clairement de la mémoire visuelle de l'adulte. Elle possède un caractère perceptif, avec une mémoire des positions relatives des objets et s'appuie sur une forme de « regard intérieur ». Elle est moins dépendante d'une structuration des informations par des éléments logiques. Sur la base de l'échantillon réalisé en Allemagne, Allport évalue à 60 % la proportion des enfants entre 10 et 15 ans qui ont cette faculté.
Des travaux plus récents ont à l'inverse constaté que cette capacité était rare chez les enfants de 6-12 ans.

## Apparition dans la fiction

### Littérature
- Funes ou la Mémoire est une nouvelle de Jorge Luis Borges qui lui a peut-être été inspirée par les travaux de Alexandre Louria
- L'Homme qui n'oubliait jamais est une nouvelle de Robert Silverberg
- Dans  Da Vinci Code, de Dan Brown, le personnage de Robert Langdon dispose d'une mémoire eidétique
- Dans Warhammer 40,000, la majorité des spaces marines disposent de cette mémoire
- Dans le roman Cristal qui songe, de Theodore Sturgeon, le personnage de Horty possède une mémoire eidétique, enrichie par le personnage de Zena.
- Dans L'Aube, d'Octavia Butler, les enfants Nikanj et Sharad sont caractérisés par leur mémoire eidétique.
- Dans la longue saga Perry Rhodan, le protagoniste Atlan, immortel avec un second cerveau, possède une mémoire eidétique.
- Dans la série de romans Gardiens des Cités Perdues, la protagoniste Sophie Foster, Keefe Sencen et sa mère Lady Gisela possèdent tous trois une mémoire eidétique.
- Dans le roman Les Petits Dieux, treizième tome des Annales du Disque-Monde de Terry Pratchett, le personnage principal Brutha présente cette caractéristique.

### Séries télévisées
- Mike Ross, le personnage de la série américaine Suits, dispose d'une mémoire eidétique.
- Sheldon Cooper, l'un des personnages principaux de The Big Bang Theory, possède une mémoire eidétique.
- Olivia Dunham, personnage principal de la série américaine Fringe, possède une mémoire eidétique.
- Spencer Reid, l'un des personnages principaux de la série américaine Esprits criminels, possède une mémoire eidétique.
- Murat Siyavus (joué par Osman Sonant), le personnage principal de la série turque Hot Skull, possède une mémoire eidétique.
- Lexie Grey, dans la série américaine Grey's Anatomy, possède une mémoire eidétique.
- Adrian Monk, dans la série américaine Monk, possède une mémoire eidétique.

### Films
- Dans le film Dragon Rouge, l'inspecteur Will Graham joué par Edward Norton est qualifié d'eidétique par le Dr Hannibal Lecter.